# 西德对以色列赔偿协议
西德对以色列赔偿协议（德語：或Wiedergutmachungsabkommen）于1952年9月10日签署，并于1953年3月27日生效。根据协议，西德将向以色列支付战后“安置大量流离失所和贫困的犹太难民”的费用，并通过犹太人对德国的物资索赔会议，赔偿犹太人因纳粹迫害而遭受的生计和财产损失。